# Franco Picco
Franco Picco (n. 4 octombrie 1955, Vicenza, Italia) este un pilot de motociclete italian, specializat în rally raid.
Participant la Raliul Dakar din anii '80 (cel mai bun rezultat locul 2 în '88 ș i'89), are două victorii în Raliul Faraonilor (1986 și 1990).

## Biografie
În 1998 și-a continuat participarea la rally raid, dar de data asta la categoria auto, până în 2002. Astăzi, Picco are propria echipă de curse.
După ce a depășit 50 de ani, Picco revine în șaua unei Yamaha de rally raid. Această revenire a avut loc în 2010 în America de Sud. De asemenea, a participat la Dakar 2012.
Pentru a sărbători cei 60 de ani, a revenit la Dakar în 2016, la bordul unui Quad Can-Am.
În 2018 a participat la raliul Africa Eco Race pe o motocicletă, clasându-se pe locul 10.

## Palmares

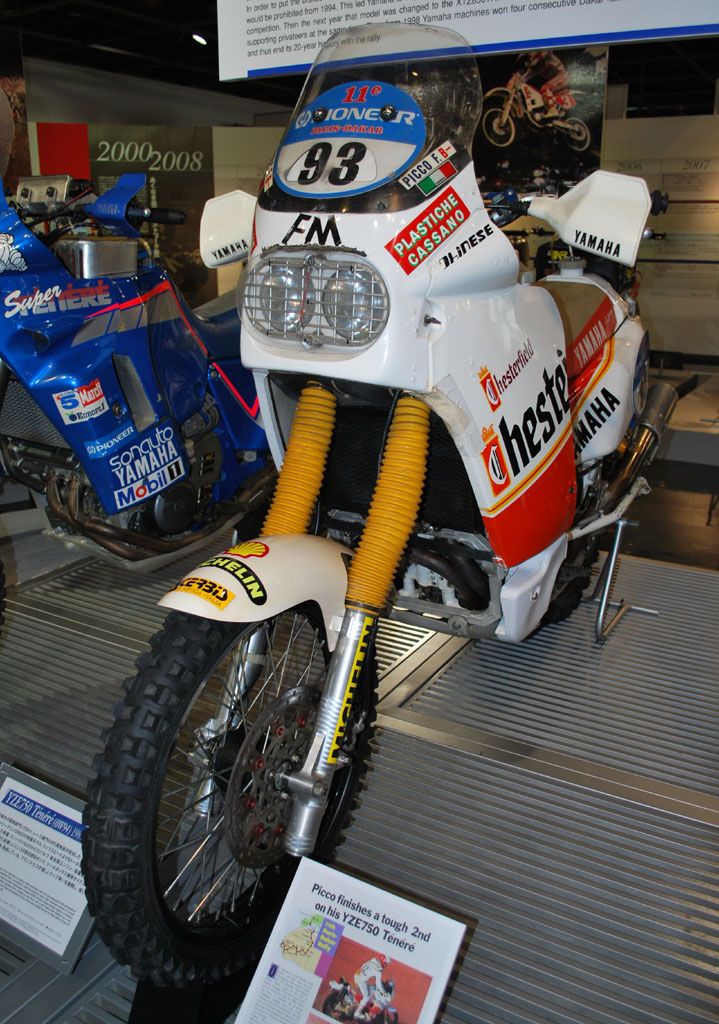
Cu Yamaha YZE750 în culorile Chesterfield, Picco a terminat pe locul 2 la Dakar 1989.

### Victorii
1986
- Format:Simbolo la Raliul Faraonilor pe Yamaha

1991
- Format:Simbolo la Transpaña pe Suzuki

1992
- Format:Simbolo la Raliul Faraonilor pe Gilera
- 2006
- Format:Simbolo la Raliul Piramidelor pe Yamaha[1]

2007
- Format:Simbolo la Raliul Piramidelor pe Yamaha

2008
- Format:Simbolo la Raliul Piramidelor pe Yamaha

### Raliul Dakar
| An   | Categorie | Vehicul       | Loc |
| ---- | --------- | ------------- | --- |
| 1985 | Moto      | Yamaha        | 3   |
| 1986 | Moto      | Yamaha        | 10  |
| 1987 | Moto      | Yamaha        | 4   |
| 1988 | Moto      | Yamaha        | 2   |
| 1989 | Moto      | Yamaha        | 2   |
| 1990 | Moto      | Yamaha        | 5   |
| 2010 | Moto      | Yamaha WR450F | 23  |
| 2011 | Moto      | Yamaha WR450F | 77  |
| 2012 | Moto      | Yamaha WR450F | 45  |